# Astara (Iran)
Astara (آستارا) és una ciutat de l'Iran a la província de Gilan, a la frontera de l'Azerbaidjan, separada d'aquest estat pel riu Astara, i on a l'altre costat hi ha una ciutat homònima (límit fixat pel tractat de Gulistan del 1813). Està a tocar de la mar Càspia i és un centre comercial pel Caucas.

## Història
És esmentada per primer cop com Astarabad al segle x. Al segle xiv fou la seu d'un petit principat depenen del ispahbad (esfahbad o espahbad(-bod)) de Gilan. A partir del segle xvi el territori va pertànyer als kans d'Astara, d'ètnia talish, que eren autònoms encara que nominalment subordinats als governadors de Gilan o d'Ardabil. Van tenir importància localment a la història de la zona de la mar Càspia.
El 1813 quan es va establir la frontera al riu, al nord d'aquest hi havia la ciutat i al sud no hi havia res i s'hi van fixar les instal·lacions frontereres; però degut al comerç va sorgir la ciutat. A partir del 1924 la frontera es va tancar i les dues ciutats es van desenvolupar separadament. El port del costat iranià va aturar les seves activitats el 1940 i el comerç, ja reduït es va limitar encara més. Des de 1970 l'Iran va exportar per aquest punt gas natural com a final d'un gasoducte entre Aqa Jari i Astari.
La població de la vila Iraniana era de 14.150 habitants el 1976. Fins al 1963 fou capital d'un comtat (baḵš o bakhsh) de la província (šahrestān) d'Ardabil dins l'Azerbaidjan Oriental, però en aquesta data fou separada de la regió de l'Azerbaidjan i unida al Gilan. Els kans de Namin, d'origen talish però assimilats als àzeris, eren els majors terratinents, però van perdre moltes possessions per la reforma agrària.

## Població
- Població: uns 90.000 habitants
- Religió: musulmans xiïtes amb minoria sunnita
- Ètnies: talish, àzeris
- Llenguatge: talish, àzeri, persa, gilani i galyisi

## Personatges
- Nima Youshij, poeta (exiliat)
- Behzad Behzadi, lingüista àzeri
- Payan Rafat, futbolista
- Akbar Exir, poeta